# Ferdinando Bubna
Il conte Ferdinand Antonín von Bubna und Littitz, noto in Italia come Ferdinando Bubna, (Zámrsk, 26 novembre 1768 – Milano, 6 giugno 1825) è stato un militare boemo dell'Imperiale e regio esercito austriaco. Fu feldmaresciallo, governatore generale del Piemonte, Nizza e Savoia durante il dominio asburgico e dal 1818 comandante generale di Milano, carica che mantenne fino alla morte.

## Biografia
Di nobile famiglia boema.

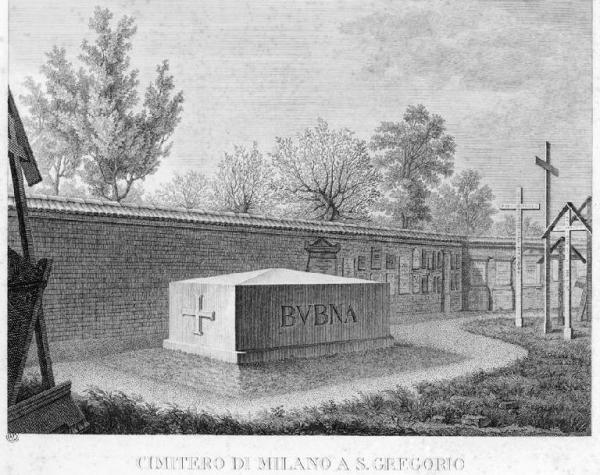
La tomba del conte Bubna presso il demolito cimitero di San Gregorio a Milano.

Morì improvvisamente a Milano la sera del 6 giugno 1825 dopo una breve malattia. Dopo solenni esequie militari venne sepolto in un imponente monumento al cimitero di San Gregorio fuori da Porta Venezia, dismesso alla fine dell'Ottocento. Alla demolizione del cimitero le sue spoglie furono, secondo il desiderio della famiglia, inviate in Boemia dove oggi riposano nel castello di Zámrsk.